# Ok nefna tysvar Ty
Ok nefna tysvar Ty är det tredje studioalbumet med det tyska folk metal/viking metal-bandet Falkenbach, släppt i november 2003 genom skivbolaget Napalm Records.

## Låtlista
1. "Vanadis" – 9:25
2. "...as Long as Winds Will Blow..." – 4:03
3. "Aduatuza" – 4:35
4. "Donar's Oak" – 4:49
5. "...the Ardent Awaited Land" – 3:29
6. "Homeward Shore" – 5:32
7. "Farewell" – 8:07

## Medverkande
Musiker (Falkenbach-medlemmar)
- Vratyas Vakyas (Markus Tümmers) – sång, div. instrument, text & musik

Bidragande musiker
- Tyrann (Philip Breuer) – sång
- Hagalaz (Patrick Damiani) – akustisk gitarr
- Boltthorn (Michel Spithoven) – trummor

Produktion
- Vratyas Vakyas – producent, ljudtekniker, ljudmix
- Patrick Damiani – ljudtekniker
- Blauel / Gnamm - Artothek – foto
- Christophe Szpajdel – logo